# Ramin
Ramin er en by og kommune i det nordøstlige Tyskland, beliggende i Amt Löcknitz-Penkun i den sydøstlige del af Landkreis Vorpommern-Greifswald. Landkreis Vorpommern-Greifswald ligger i delstaten Mecklenburg-Vorpommern.

## Geografi
Kommunen Ramin er beliggende mellem dalen til floden Randowbruch (som også er delstatsgrænse til Brandenburg) mod vest, og grænsen til Polen mod øst. I området findes mange tidligere sumpede områder og søer som Krebssee og Rötsee.
I kommunen ligger ud over Ramin, landsbyerne Retzin, Schmagerow, Bismark, Gellin, Linken, Hohenfelde og Grenzdorf.

### Trafik
Bundesstraße B 104 (Pasewalk–Stettin (Szczecin) i Polen) går gennem landsbyerne Bismark og Linken. I Linken er der åben grænseovergang til Polen. Nærmeste jernbaneforbindelser er fra Löcknitz eller Grambow (strækningen Pasewalk–Stettin).

## Eksterne kilder og henvisninger
- Wikimedia Commons har flere filer relateret til Ramin
- Byens side på amtets websted
- Befolkningsstatistik (Webside ikke længere tilgængelig)